# Liévans
Liévans település Franciaországban, Haute-Saône megyében. Lakosainak száma 154 fő (2022. január 1.). Liévans Montjustin-et-Velotte, Autrey-lès-Cerre, Calmoutier, Mollans, Noroy-le-Bourg, Pomoy és Velleminfroy községekkel határos.

## Népesség
A település népességének változása:
| Lakosok száma | 145  | 139  | 146  | 148  | 153  | 153  | 156  | 156  | 154  |
|               | 2013 | 2015 | 2016 | 2017 | 2018 | 2019 | 2020 | 2021 | 2022 |